# Större lira
Större lira (Ardenna gravis) är en stor lira i familjen stormfåglar.

## Utseende, fältkännetecken och läte

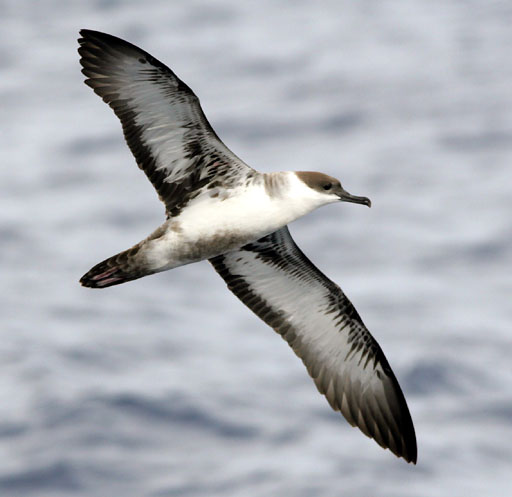
Notera den gråsmutsiga fläcken på buken, de mörka undre stjärttäckarna, den skarpt avgränsade mörka hättan, den mörka näbben, vita nackbandet, mörka halsfläcken och teckningen på undersidan av vingarna.

Större lira flyger kraftfullt och målmedvetet och har en för släktet typisk flygstil då den kantrar från sida till sida, på stela vingar, med få stela, snabba vingslag och med vingspetsarna som nästan doppas i vattenytan.
Den är 43–51 centimeter lång med ett vingspann på 105–122 centimeter och är trots sitt namn något mindre än gulnäbbad lira (Calonectris diomedea). Den identifieras på sin storlek, skarpt avgränsade mörka hätta, vita nackband, mörka halssidesfläck och vita övre stjärttäckare. Undersidan av vingen är vit, har mörka vingkanter och mörka teckningar på armtäckarna. Den har en karaktäristisk smutsigt mörk bukfläck och undre stjärttäckare som dock kan vara svårt att se och som syns bäst snett bakifrån. Den har rosa fötter, könen är lika och juvenila fåglar är något gråare och har ljusare bräm.
Under den snabba ruggningen i Nordatlanten under juli-augusti uppkommer ofta vita parallella vingband på ovansidan av vingen. Detta beror på ruggningen av de mörka täckarna som annars döljer de vita baserna på armpennor och större handtäckare.
Större lira är en flockfågel och följer båtar och fiskefartyg och kan då vara ganska högljudd och aggressiv. Den har ett genomträngande läte eeyah som den oftast utstöter när den ligger i grupp på vattenytan.

## Häckning och biotop

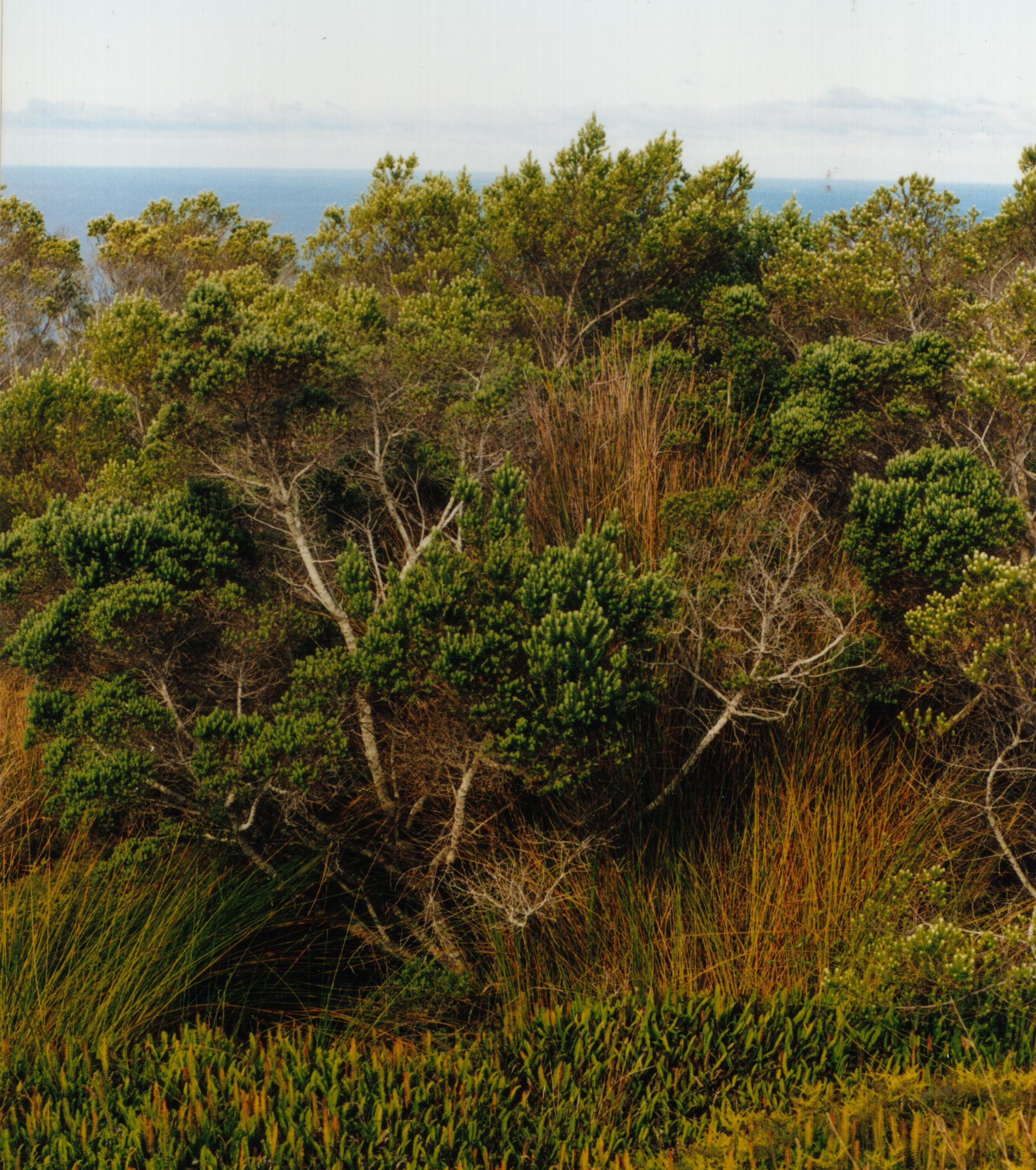
Större lira placerar ofta sina bohålor på slutande mark där det växer träd av släktet Phylica. Bilden föreställer ett träd av arten Phylica arborea vilket är en art som förekommer på ögruppen Tristan da Cunha.

Häckningsperioden infaller från september. De häckar i stora kolonier på subantarktiska öar som bara besöks om natten för att undvika predation. Boet byggs i en jordhåla som är utgrävd ur sluttande mark, ofta i områden med tuvor av gräs eller träd av släktet Phylica. I november lägger den ett vitt ägg i ett bo placerat i en jordhåla. De adulta fåglarna börjar lämna kolonin i april och ungarna är flygfärdiga och lämnar kolonin i maj.

## Föda
Större lira livnär sig på fisk och bläckfisk som den fångar genom att plumsande dyka ned en bit under vattnet. Den äter även fiskavfall som slängs ut från fiskefartyg.

## Utbredning

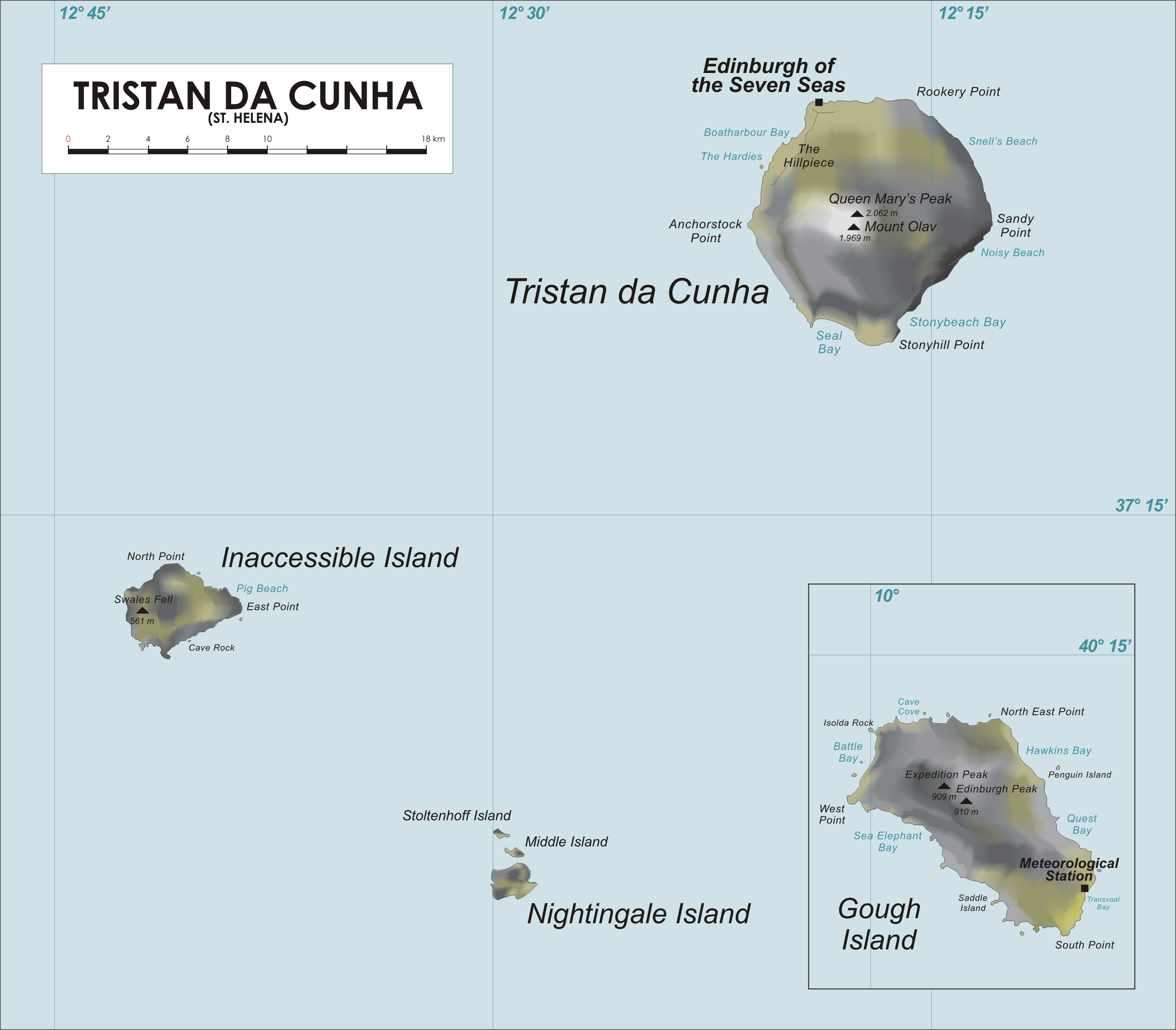
Merparten av världens alla större liror häckar på ögruppen Tristan da Cunha i södra Atlanten.

Den häckar på öarna Nightingale Island och Inaccessible Island i ögruppen Tristan da Cunha och på ön Gough Island. Ett mycket litet antal, inte mer än 15 par, häckar också på Falklandsöarna. Under häckningstiden återfinns den i ett område som sträcker sig från Afrikas sydspets till Sydamerikas sydöstra kust. Den är en av få häckande fågelarter på södra halvklotet som flyttar till norra halvklotet. Under denna långa förflyttning följer den, precis som gråliran, en cirkulär rutt då den först sträcker nordväst mot farvatten utanför Sydamerika för att sedan dra norrut utefter Nordamerikas östkust innan den korsar Atlanten i augusti. 
Många sträcker först så långt norrut som till 66°N innan de sträcker mot nordöstra Atlanten via Grönland. Den kan förekomma i ganska stor mängd utanför Storbritanniens och Irlands sydvästra kuster kring september-oktober. Sedan vänder den söderut utefter Europas västkust och Afrikas nordvästra kust för att korsa Atlanten igen med sikte på Brasilien och sedan tillbaka sydost mot häckningsområdet. Den absoluta merparten har lämnat Nordatlanten i november men icke-häckande individer tycks samlas i nordvästra Atlanten under senhösten och flockar på över 200 000 individer har under denna period observerats utanför Cape Cod.

### Förekomst i Sverige
Större lira förekommer sparsamt i Nordsjön och utefter Skandinaviens kuster och hade fram till och med 2017 observerats vid 19 tillfällen i Sverige. Första större liran som påträffades i landet var en död 1k-individ som hittades i december 1953 på Kullen i Skåne. Det första levande exemplaret fångades in på Hållö i Bohuslän den 17 januari 1958. Flest observationer har skett i Skåne och Halland. Två observationer har gjorts i Bohuslän och en i Värmland. Observationerna har haft en månatlig spridning från juli-februari med flest observationer i september.

## Status
IUCN uppger att minst 5 000 000 par häckar på ögruppen Tristan da Cunha och 600 000 till 3 000 000 par på Gough Island. Varje år slaktas flera tusen adulta och cirka 50 000 ungar på Nightingale Island av öbor från ögruppen vilket kan komma att leda till en kollaps av kolonin om inte en hållbar jakt kan presteras. Den mycket begränsade populationen på Falklandsöarna är inte utsatt för något direkt hot men exempelvis tamkatt kan utgöra ett direkt ödesdigert hot mot kolonin. Arten har ett mycket stort häckningsområde på 50 000–100 000 km², världspopulationen uppskattas till 16 500 000 individer och populationstrenden verkar stabil vilket gör att IUCN kategoriserar större lira som livskraftig (LC).

## Taxonomi
Tidigare fördes arten till släktet Puffinus, men DNA-studier visar att detta är parafyletiskt, där de mindre arterna står närmare Calonectris. Större lira har inga underarter.